# روبيرت دي بينو دي سوزا
روبيرت دي بينو دي سوزا (بالبرتغالية: Robert de Pinho de Souza‏) (مواليد 7 فبراير 1981)، هو لاعب كرة قدم سابق كان يلعب كمهاجم.

## وصلات خارجية
- روبيرت دي بينو دي سوزا على موقع الاتحاد الأوربي (الإنجليزية)
- روبيرت دي بينو دي سوزا على موقع رابطة كرة القدم اليابانية للمحترفين (اليابانية)
- روبيرت دي بينو دي سوزا على موقع دوري كوريا الجنوبية (الإنجليزية)
- روبيرت دي بينو دي سوزا على موقع قاعدة بيانات كرة القدم.إي يو (الإنجليزية)
- روبيرت دي بينو دي سوزا على موقع Soccerway.com (الإنجليزية)
- روبيرت دي بينو دي سوزا على موقع عالم كرة القدم.نت (الإنجليزية)